# Serguei Bubka
Serguei Nazarovitch Bubka (em ucraniano: Сергій Назарович Бубка, transl. Serhiy Nazarovytch Bubka; Voroshilovgrad, 4 de dezembro de 1963) é um ex-atleta ucraniano especializado em salto com vara. É considerado por muitos o maior saltador com vara de todos os tempos, cujos destaques na carreira são as seis vitórias consecutivas no Campeonato Mundial de Atletismo a medalha de ouro nos Jogos Olímpicos de 1988 e a quebra de 35 recordes mundiais de salto com vara (17 ao ar livre e 18 em recintos fechados).

## Biografia
Nas mãos do treinador Vitaly Petrov, começou a se destacar nas competições locais, primeiro com o mencionado salto de 2,70 metros aos 11 anos e logo superando os cinco metros com 16 anos.
Em 1981 seu nome saiu do anonimato internacional quando foi o sétimo do Campeonato Europeu Júnior. A esta altura, seu potencial causava admiração. De fato, apesar de ter se classificado como oitavo no campeonato nacional, o treinador da equipe soviética, Igor Ter-Ovanessian, incluiu-o na seleção que participaria no primeiro Campeonato Mundial de Atletismo, em Helsinki, em 1983.
Lá saltou para a fama. Com uma altura de 5,70 m, conseguiu o campeonato mundial na primeira edição dessas competições. A partir daí se empenhou para mostrar que seu título não tinha sido conseguido por acaso. Melhorou ano após ano. Em 1984 conseguiu seus primeiros recordes mundiais. O primeiro em competições em ambientes fechados estabelecendo uma marca de 5,81 metros, que quebrou posteriormente em três ocasiões. Logo, ao ar livre, marcou outro com 5,85 m, que ele mesmo superou quatro vezes. Naquele ano bateu nove recordes mundiais, no total.
Tudo teria sido perfeito se o bloco comunista não houvesse boicotado os Jogos Olímpicos de Los Angeles. Provavelmente, essa teria sido sua primeira medalha olímpica. Mas ele soube esperar e quatro anos depois, em Seul, a ganhou. Sucederam-se os campeonatos mundiais. Até ao de Sevilha, ganhou todos: Roma 87, Tóquio 91, Estugarda 93, Gotemburgo 95 e Atenas 97.
A hegemonia de Bubka parecia inabalável. Teve seus altos e baixos, mas se recuperava quase de imediato. Em competições sob teto, seu recorde foi batido pelo francês Thierry Vigneron (5,85 m em 1984) e pelo americano Billy Olson (5,86 m em 1985). Vigneron superou ao ar livre a marca de Bubka, impondo a sua própria, de 5,91 m, superior em um centímetro. Mas dez minutos depois Serguei mostrou sua garra ao chegar três centímetros mais alto e deixar em segundo o francês.
Bubka tem sido incansável até para o próprio Bubka. Nem ele mesmo conseguiu bater o seu recorde de 6,15 m em local fechado, conquistado em 21 de fevereiro de 1993. Se aproximou, com outro recorde mundial, num salto de 6,14 m ao ar livre em 31 de julho de 1994. O melhor saltador do momento, o sueco Armand Duplantis, tem a marca de 6,25 m.
As lesões começaram prejudicar o grande saltador. Na última competição seu tendão de Aquiles foi seu principal obstáculo.
Alguns feitos da carreira de Sergei Bubka:
- 1983 - Ganha o Mundial de Helsinki aos 19 anos
- 1984 - Quebra o recorde mundial pela primeira vez, saltando 5,85 m
- 1985 - Torna-se o primeiro homem a ultrapassar a marca dos 6 m
- 1988 - Conquista a sua única medalha olímpica, ouro em Seul
- 1994 - Quebra pela 35ª vez o recorde mundial, saltando 6,14 m
- 1995 - Quebra o recorde mundial indoor, saltando 6,15 m
- 2001 - Abandona o atletismo aos 37 anos